# 第三街道
第三街道，是中华人民共和国内蒙古自治区呼伦贝尔市扎赉诺尔区下辖的一个乡镇级行政单位。

## 行政区划
第三街道下辖以下地区：
强盛社区、同心社区、西铁社区和温馨社区。